# Ligier JS43
El Ligier JS43 fue un monoplaza con el que el equipo Ligier compitió en la temporada 1996 de Fórmula 1. Fue conducido por Olivier Panis, quien estaba en su tercera temporada con el equipo, y Pedro Diniz, quien se mudó de Forti.

## Descripción general
El JS43 fue una evolución del relativamente exitoso JS41 de 1995, diseñado por Frank Dernie. Sin embargo, él, el mánager del equipo Tony Dowe y el dueño mayoritario Tom Walkinshaw dejaron el equipo después de problemas de propiedad con el fundador del equipo, Guy Ligier. Esto allanó el camino para que Alain Prost comprara el equipo para 1997.
A pesar de estas pérdidas, el coche tuvo un rendimiento respetable durante toda la temporada, con el chasis y el motor como tema de desarrollo constante. A pesar de las quejas de toda la temporada sobre el rendimiento de frenada del JS43, Olivier Panis logró ganar su primera y única victoria en el Gran Premio de Mónaco. También fue la primera victoria del equipo desde Canadá 1981.
El francés también anotó un quinto lugar en Hungría, y Pedro Diniz también terminó en los puntos en dos ocasiones. Sin embargo, el brasileño tuvo la suerte de escapar de un incendio serio en el Gran Premio de Argentina.
El equipo finalmente finalizó sexto en el Campeonato de Constructores, con 15 puntos.

## Patrocinio y livery
El JS43 tenía una decoración azul oscuro un poco más clara con un nuevo patrocinador importante, Gauloises, que reemplazaba a su marca hermana Gitanes. Ligier utilizó los logotipos de 'Gauloises', excepto en los Grandes Premios de Francia, Gran Bretaña y Alemania.
En el Gran Premio de Australia, la marca de bebidas energéticas Power Horse apareció en la caja de aire.

## Resultados
(Clave) (negrita indica pole position) (cursiva indica vuelta rápida)

| Año     | Motor           | Neu. | N.º | Pilotos       | 1   | 2   | 3   | 4   | 5   | 6   | 7   | 8   | 9   | 10  | 11  | 12  | 13  | 14  | 15  | 16  | Puntos | Pos. |
| ------- | --------------- | ---- | --- | ------------- | --- | --- | --- | --- | --- | --- | --- | --- | --- | --- | --- | --- | --- | --- | --- | --- | ------ | ---- |
| 1996    | Mugen-Honda V10 | G    |     |               | AUS | BRA | ARG | EUR | SMR | MON | ESP | CAN | FRA | GBR | GER | HUN | BEL | ITA | POR | JPN | 15     | 6º   |
| 1996    | Mugen-Honda V10 | G    | 9   | Olivier Panis | 7   | 6   | 8   | Ret | Ret | 1   | Ret | Ret | 7   | Ret | 7   | 5   | Ret | Ret | 10  | 7   | 15     | 6º   |
| 1996    | Mugen-Honda V10 | G    | 10  | Pedro Diniz   | 10  | 8   | Ret | 10  | 7   | Ret | 6   | Ret | Ret | Ret | Ret | Ret | Ret | 6   | Ret | Ret | 15     | 6º   |
| Fuente: |                 |      |     |               |     |     |     |     |     |     |     |     |     |     |     |     |     |     |     |     |        |      |